# Daniel McFadden
Daniel L. McFadden (n. 29 iulie 1937, Raleigh, Carolina de Nord, SUA) este un economist american, laureat al Premiului Nobel pentru economie (2000).